# Ophrys flavicans
Ophrys flavicans là một loài thực vật có hoa trong họ Lan. Loài này được Vis. mô tả khoa học đầu tiên năm 1842.